# Dan Fouts
Daniel Francis Fouts (San Francisco, 10 giugno 1951) è un ex giocatore di football americano statunitense nel ruolo di quarterback nella National Football League. Fouts giocò la sua intera carriera professionistica coi San Diego Chargers dal 1973 al 1987. Fu uno dei quarterback più prolifici a cavallo tra gli anni 70 e gli anni 80 ma i Chargers non riuscirono ma a raggiungere il Super Bowl durante i suoi quindici anni di carriera. È stato introdotto nella Pro Football Hall of Fame nel 1993. Attualmente svolge il ruolo di commentatore tecnico nelle partite trasmesse sul canale televisivo CBS. Dan è il figlio dell'Hall of Famer delle radio della Bay Area Bob Fouts..Fu l'ultimo quarterback della NFL a utilizzare il casco con barra singola.

## Carriera professionistica

### San Diego Chargers
Scelto nel corso del terzo giro dopo aver frequentato la University of Oregon nel 1973, Fouts guidò i Chargers ai playoff dal 1979 al 1982 e due volte alla finale della AFC (1980 e 1981). Guidò la lega quattro volte in yard passate in stagione concludendo la carriera con oltre 40.000 yard accumulate, il terzo giocatore della storia a superare tale quota. Fu introdotto nella Pro Football Hall of Fame nel 1993.
Fouts fu convocato per sei Pro Bowl (1979, 1980, 1981, 1982, 1983 e 1985) ed ebbe un passer rating sopra 90.0 per tre annate consecutive (1981–83). Fu il primo giocatore della NFL a passare 4.000 yard in una stagione, riuscendovi per tre stagioni consecutive (1979–81), guidando la lega in yard passate in quattro stagioni consecutive (1979–1982) e passando per sei volte più di 20 touchdown, con un massimo di 33 nel 1981. Il suo primato personale di 4.802 yard passate nel 1981 fu all'epoca un record NFL, superato da Dan Marino nel 1984.

## Palmarès
- Miglior giocatore offensivo dell'anno della NFL: 1

1982
- MVP del Pro Bowl: 1

1983
- Convocazioni al Pro Bowl: 6

1979, 1980, 1981, 1982, 1983, 1985
- First-Team All Pro: 3

1979, 1982, 1985
- Second-Team All Pro 1

1980
- NEA NFL MVP (1982)
- PFWA NFL MVP (1979, 1982)
- Leader della NFL in passaggi da touchdown: 2

1981, 1982
- Numero 14 ritirato dai San Diego Chargers
- Formazione ideale della NFL degli anni 1980
- Pro Football Hall of Fame (classe del 1993)